# كسرى-كفرسميع
كسرى-كفر سميع (بالعبرية: כִּסְרָא-סֻמֵיע) هي بلدة عربية واقعة في الجليل الغربي شمالي فلسطين المحتلة، وتقع إداريًا في المنطقة الشمالية. وتقع كفرسميع إلى الشمال الشرقي من مدينة عكا وترتفع 590 متراً عن سطح البحر. تحيط بها أراضي قرى سحماتا والبقيعة وترشيحا ويانوح. في حين تقع كسرى على بعد 25 كم عن الحدود اللبنانية، تقع على ارتفاع بين 590- 760 متراً عن سطح البحر، وتبعد عن مدينة عكا 30 كم.
في عام 2017 بلغ عدد سكان بلدة كسرى-كفر سميع ما يراوح 8,515 نسمة، كفرسميع والتي يبلغ عدد سكانها حوالي 4,000 نسمة، هي قرية مختلطة وذات أغلبية درزية، ويقطنها أعداد معتبرة من أتباع الديانة المسيحية والإسلامية. وتُعد القرية ذات موقع أثري يحتوي على أساسات وصهاريج ومدافن وقطع أرضية مرصوفة بالفسيفساء. وعثر في كسرى وهي قرية قديمة على مغارات ومقابر محفورة في الصخر، كذلك وجد فيها العديد من معاصر العنب وأثار قلعة قديمة. ويبلغ عدد سكان قرية كسرى حوالي 3,500 نسمة جميعهم من الدروز، وفيها خلوة تحتوي على قبة الست سارة وخروبة مقدسة وقبر الشيخ أبو صالح سلمان. تأسس مجلس كسرى-كفر سميع المحليّ نتيجة اندماج بين قريتي كسرى وكفرسميع وتم الاعتراف بها كمجلس محلي عام 1990.

## تاريخ

### تاريخ كفرسميع
وفقاً لمصطفى الدباغ ذكرت كفرسميع في العهد الروماني باسم «قصر فاراسيما» (باللاتينيَّة: Cas.Pharasima)، ويقول «يذكرنا الجزء الثاني (سُمَيّع) بقرى السموع من أعمال الخليل، والسمّوع - بتشديد الميم - في محافظة إربد والسموعي في قضاء صفد، ويبدو أن جميعها تحريف إشتموع بمعنى الطاعة». في العصر البيزنطي أسماها آباء الكنيسة باسم كابارسينا، وعندما أقيمت الكنائس والأديرة في الفترة البيزنطية في منطقة تيفين كانت تابعة لأسقف صفورية، والذي تقرر أن يكون له كرسي هناك نظراً لوجود اليهود بكثرة في هذه المدينة.
ذكرتها المصادر الصليبية باسم «كفرسوم» و«كفرسوما» و«كفرسونيي»، وذكرتها أنها في أرض صور، وحتى تلك الفترة كانت تابعة لمقاطعة جبل الطور ثم لفرسان تيوتون. كما تذكر المصادر أن القرية خلال الحقبة الصليبية كانت تابعة لقلعة الملك في معليا. في 4 سبتمبر من عام 1875 زار القرية فيكتور جويرين وقال أنّ معظم سكانها من الدروز، وفيها عدد قليل من العائلات المسيحية الأرثوذكسية.
أثناء حرب فلسطين 1948، كانت المنطقة من المناطق التي سيطر عليها جيش الإنقاذ، لكن لم يكن يتعاون السكان الدروز المحليين مع جيش الإنقاذ وذلك وفقًا لسياسة القيادة الروحية الدرزية في جولس الواقعة تحت التأثير الإسرائيلي. بعد تأسيس دولة إسرائيل كانت قرية كسرى وكفرسميع تُدار من دون سلطة بلدية، حيث رفضت وزارة الداخلية إنشاء مجالس محلية في القريتين بسبب التعداد الصغير للسكان. وتم رفض اقتراح بإدراج القريتين في مجلس معاليه الجليل الإقليمي من قبل السكان لأنهم لا يريدون أن يكونوا أقلية في المجلس اليهودي. وفي عام 1968 تم تأسيس مجلس الجليل الإقليمي وانضمت إليه قريتي كسرى وكفرسميع. في عام 1990 تم حل المجلس الإقليمي لتصبح كل من كسرى وكفرسميع سوية في مقام مجلس محلي.

## ديموغرافيا

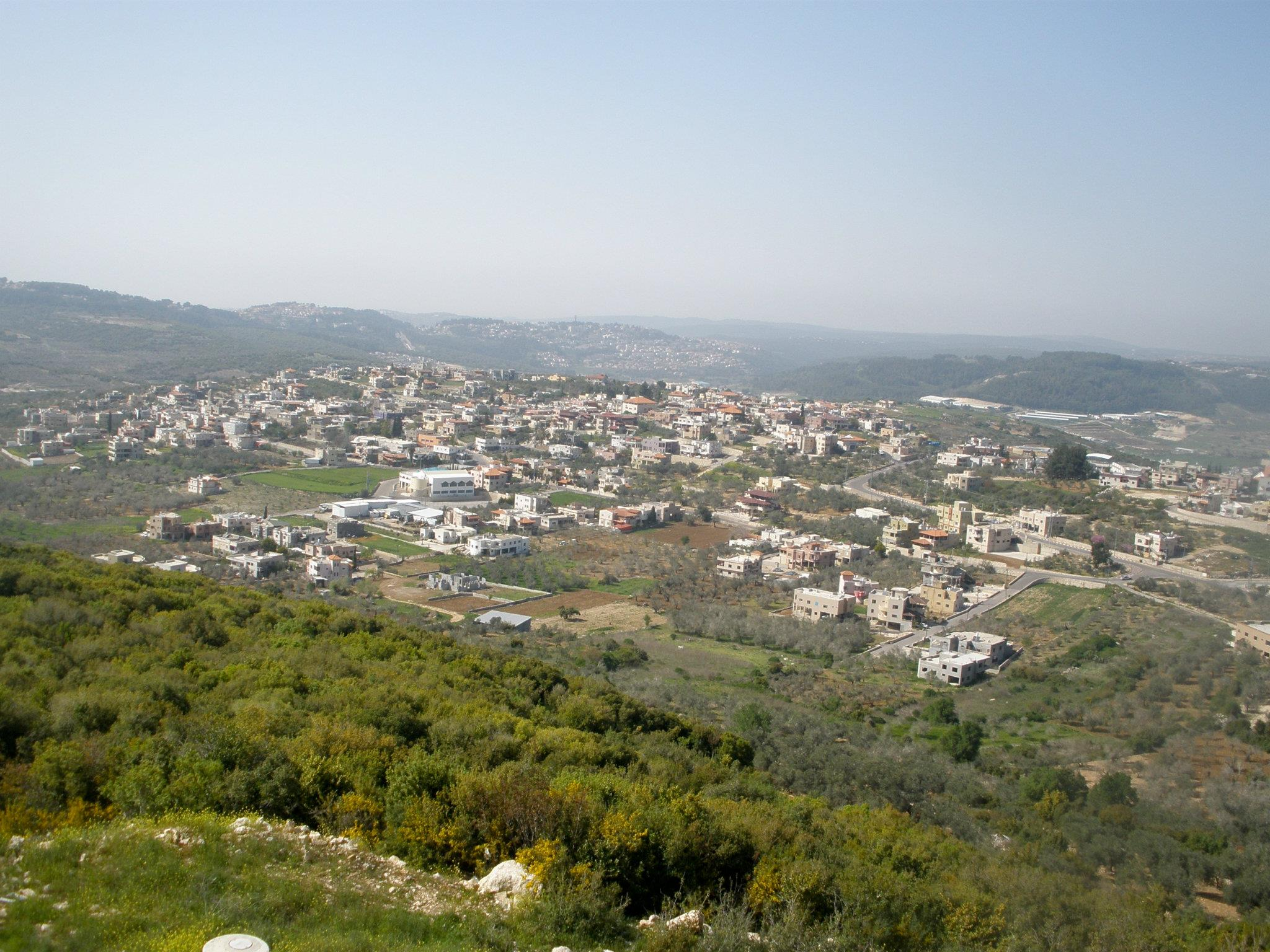
منظر عام لقرية كفرسميع.

وفقًا لبيانات دائرة الإحصاء المركزية الإسرائيلية اعتبارًا من نهاية عام 2018، يقيم 8,649 شخصًا في قرية كسرى-كفرسميع، وقد نما عدد السكان بمعدل نمو سنوي بلغ 1.6%. ووفقاً لبيانات دائرة الإحصاء المركزية الإسرائيلية تم تصنيف كسرى-كفرسميع في الدرجة الثالثة من أصل عشرة، في المؤشر الاجتماعي-الاقتصادي. وبلغت نسبة المؤهلين للحصول على شهادة الدراسة الثانوية من طلاب الصف الثاني عشر في عام 2016 حوالي 86.7%. وبحسب إحصائيات عام 2021، إرتفعت هذه النسبة لتصبح 94%. وكان متوسط الراتب الشهري للموظف في نهاية عام 2016 هو 6,831 شيكل جديد بالمقارنة مع المتوسط الوطني البالغ 8,913 شيكل. وفي عام 2021، كان الراتب المتوسط للذكر 10,970 شاقل بينما للأنثى 4,527 شاقل.  وفقاً لبيانات دائرة الإحصاء المركزية الإسرائيلية عام 2017 شكل الموحدون الدروز حوالي 95.3% من السكان، وشكلّ المسيحيون حوالي 3.6% من السكان. بينما في عام 2021، بلغ عدد المسلمون 1.1% والمسيحيون 3.4% والدروز 95.6%.  تضم كسرى على خلوة درزية واحدة تحتوي على قبة الست سارة وخروبة مقدسة وقبر الشيخ أبو صالح سلمان، ومن عائلاتها: عبد الله، ونصر الدين، وشقور، وشومري، وأسعد، وصباح، والمن، وحميد، وغضبان وغيرها. وتضم كفرسميع على خلوة واحدة، ومن العائلات الدرزية كل من: فلاّح، وطرودي، وشومري وغيرها. وتضم القرية على كنيسة أرثوذكسية تدعى كنيسة القديسين قسطنطين وهيلانة، ويتبع جلّ المسيحيين في كفرسميع إلى الكنيسة الأرثوذكسية الشرقية، ومن الحمائل المسيحية في القرية آل ناصر وآل جبران.
في عام 2017 نما عدد السكان بمعدل نمو سنوي بلغ 2.1%. وكانت في المرتبة الثالثة من أصل عشرة في المؤشر الاجتماعي-الاقتصادي في عام 2015. وبلغت نسبة المؤهلين للحصول على شهادة الثانوية العامة أو البجروت بين طلاب الصف الثاني عشر بين عام 2016 وعام 2017 حوالي 86.7%. وكان متوسط الراتب الشهري للسكان في نهاية عام 2016 هو 6,831 شيكل جديد بالمقارنة مع المتوسط الوطني حوالي 8,913 شيكل جديد.

## المناخ
لدى كسرى-كفرسميع مناخ متوسطي. ومتوسط درجة الحرارة السنوي هو 17.7 درجة مئوية (63.9 درجة فهرنهايت)، وحوالي 771 ملم (30.35 بوصة) من الأمطار تهطل سنوياً.
| البيانات المناخية لـكسرى-كفرسميع  | البيانات المناخية لـكسرى-كفرسميع | البيانات المناخية لـكسرى-كفرسميع | البيانات المناخية لـكسرى-كفرسميع | البيانات المناخية لـكسرى-كفرسميع | البيانات المناخية لـكسرى-كفرسميع | البيانات المناخية لـكسرى-كفرسميع | البيانات المناخية لـكسرى-كفرسميع | البيانات المناخية لـكسرى-كفرسميع | البيانات المناخية لـكسرى-كفرسميع | البيانات المناخية لـكسرى-كفرسميع | البيانات المناخية لـكسرى-كفرسميع | البيانات المناخية لـكسرى-كفرسميع | البيانات المناخية لـكسرى-كفرسميع |
| الشهر                             | يناير                            | فبراير                           | مارس                             | أبريل                            | مايو                             | يونيو                            | يوليو                            | أغسطس                            | سبتمبر                           | أكتوبر                           | نوفمبر                           | ديسمبر                           | المعدل السنوي                    |
| --------------------------------- | -------------------------------- | -------------------------------- | -------------------------------- | -------------------------------- | -------------------------------- | -------------------------------- | -------------------------------- | -------------------------------- | -------------------------------- | -------------------------------- | -------------------------------- | -------------------------------- | -------------------------------- |
| متوسط درجة الحرارة الكبرى °م (°ف) | 12.6 (54.7)                      | 13.5 (56.3)                      | 16.1 (61.0)                      | 20.5 (68.9)                      | 25.6 (78.1)                      | 28.5 (83.3)                      | 29.7 (85.5)                      | 30.3 (86.5)                      | 28.2 (82.8)                      | 25.8 (78.4)                      | 20.5 (68.9)                      | 15 (59)                          | 22.2 (71.9)                      |
| المتوسط اليومي °م (°ف)            | 9.6 (49.3)                       | 10.3 (50.5)                      | 12.2 (54.0)                      | 15.6 (60.1)                      | 20 (68)                          | 23 (73)                          | 24.3 (75.7)                      | 25 (77)                          | 23.3 (73.9)                      | 21.1 (70.0)                      | 16.6 (61.9)                      | 11.9 (53.4)                      | 17.7 (63.9)                      |
| متوسط درجة الحرارة الصغرى °م (°ف) | 6.7 (44.1)                       | 7.2 (45.0)                       | 8.3 (46.9)                       | 10.7 (51.3)                      | 14.4 (57.9)                      | 17.5 (63.5)                      | 19 (66)                          | 19.8 (67.6)                      | 18.4 (65.1)                      | 16.4 (61.5)                      | 12.7 (54.9)                      | 8.8 (47.8)                       | 13.3 (56.0)                      |
| الهطول مم (إنش)                   | 197 (7.8)                        | 152 (6.0)                        | 101 (4.0)                        | 38 (1.5)                         | 11 (0.4)                         | 0 (0)                            | 0 (0)                            | 0 (0)                            | 2 (0.1)                          | 24 (0.9)                         | 85 (3.3)                         | 161 (6.3)                        | 771 (30.4)                       |
| المصدر:                           |                                  |                                  |                                  |                                  |                                  |                                  |                                  |                                  |                                  |                                  |                                  |                                  |                                  |